# Chandagalu, Mandya
Chandagalu là một làng thuộc tehsil Mandya, huyện Mandya, bang Karnataka, Ấn Độ.